# Càrrega útil (informàtica)

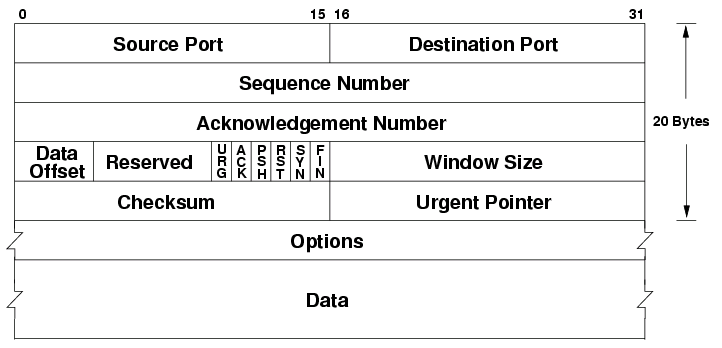
Paquet TCP on el camp Data és el payload.

En informàtica i telecomunicacions, la càrrega útil (payload en anglès) és la part de les dades transmeses que és el missatge real previst. Les capçaleres i les metadades només s'envien per habilitar el lliurament de la càrrega útil.
En el context d'un virus informàtic o cuc, la càrrega útil és la part del programari maliciós que realitza accions malicioses.
El terme es pren en préstec de transport, on la càrrega útil es refereix a la part de la càrrega que paga el transport.
En xarxes d'ordinadors, les dades a transmetre són la càrrega útil. Gairebé sempre està encapsulat en algun tipus de format de fotograma, compost de bits d'enquadrament i una seqüència de verificació de fotogrames. Alguns exemples són trames Ethernet, trames de protocol punt a punt (PPP), trames de canal de fibra i trames de mòdem V.42.
En programació d'ordinadors, l'ús més comú del terme és en el context dels protocols de missatges, per diferenciar la sobrecàrrega del protocol de les dades reals. Per exemple, una resposta de servei web JSON pot ser: { "data": { "message": "Hola, món!" } } La corda Hola, món! és la càrrega útil del missatge JSON, mentre que la resta és la sobrecàrrega del protocol.